# Patrick Kapp (Unihockeyspieler)
Patrick Kapp (* 6. September 1996) ist ein Schweizer Unihockeyspieler. Er steht beim 1.-Liga-Vertreter Bülach Floorball unter Vertrag.

## Karriere

### Verein

#### HC Rychenberg Winterthur
Kapp begann seine Karriere bei den Kloten-Bülach Jets, wechselte aber 2013 in den Nachwuchs des HC Rychenberg Winterthur. Nur ein Jahr später kam er erstmals für die erste Mannschaft zum Einsatz. Seinen ersten Treffer für Rychenberg erzielte er via Airhook. 2016 wurde er schliesslich in das Kader der ersten Mannschaft integriert.

#### Kloten-Bülach Jets
Am 10. Mai 2017 gaben die Kloten-Bülach Jets den Transfer bzw. die Rückkehr des ehemaligen Juniors bekannt.

#### Bülach Floorball
Seit der Saison 2020 spielt Kapp bei Bülach Floorball.

### Nationalmannschaft
2013 gab Kapp sein Debüt für die U19-Unihockeynationalmannschaft in der Euro Floorball Tour. Er spielte bis 2016 in der U19-Unihockeynationalmannschaft. Dabei kam er in neun Partien zum Einsatz und erzielte sieben Skorerpunkte.